# پرایمر واکینگ
پرایمر واکینگ (به انگلیسی Primer walking) روشی برای توالی یابی قطعات DNA با وزن ۱٫۳ تا ۷ کیلوباز (kilobase) است. چنین قطعاتی به علت طولانی بودن، برای توالی یابی از طریق خوانش منفرد با روش اختتام زنجیره مناسب نیستند. این روش از طریق تقسیم کردن توالی بلند به چندین توالی کوتاه پی‌در‌پی انجام می‌شود. دی‌ان‌ای (DNA) ی مورد نظر ممکن است یک قطعه واردشونده به پلاسمید، یک محصول PCR یا یک قطعه پرکننده شکاف در توالی یابی ژنوم باشد. عبارت "primer walking" زمانی استفاده می‌شود که هدف اصلی توالی‌یابی ژنوم است. در حالی که عبارت "chromosome walking"زمانی استفاده می‌شود که ما توالی را می‌دانیم اما از ژن، کلون نداریم. به عنوان مثال، ژنی که عامل ایجاد یک بیماری است ممکن است در نزدیکی یک نشانگر خاص همچون یک RFLP بر روی توالی قرار گرفته باشد. به منظور دست یافتن به ادامه توالی، باید پرایمرهای جدید که مکمل ۲۰ باز انتهایی توالی معلوم هستند، طراحی و سنتز شوند.
اساس این روش به طریق زیر است:
1. یک پرایمر که با ابتدای توالی دی‌ان‌ای (DNA) جفت می‌شود، مورد استفاده قرار می‌گیرد. به این طریق قطعه کوتاهی از دی‌ان‌ای (DNA) با توالی نامعلوم ساخته می‌شود که در ابتدای آن، پرایمر فوق‌الذکر قرار گرفته‌است.
2. رشته کوتاه دی‌ان‌ای (DNA) که تازه ساخته شده‌است توسط روش اختتام رشته (chain termination method)، توالی‌یابی می‌شود.
3. انتهای رشته توالی یابی شده برای طراحی پلایمر جدید مورد استفاده قرار می‌گیرد. با اتصال پرایمر جدید، ادامه رشته دی‌ان‌ای (DNA) ساخته می‌شود. این کار تا زمانی که به توالی کامل رشته مورد نظر دست یابیم، ادامه پیدا می‌کند.

در واقع در این روش ما قدم به قدم جلو رفته و توالی یابی می‌کنیم. با طراحی پرایمر برای ابتدای رشته و پیشروی سنتز دی‌ان‌ای (DNA)، قسمتی از آن ساخته می‌شود. قسمت ساخته شده را توالی‌یابی کرده و برای انتهای آن، پرایمر جدید طراحی می‌کنیم. این کار را تا انتها ادامه می‌دهیم تا در نهایت به توالی کل دی‌ان‌ای (DNA) برسیم. به همین دلیل به این روش پرایمر واکینگ (Primer walking) گفته می‌شود.
از این روش برای توالی یابی کل کروموزوم‌ها نیز می‌توان استفاده کرد که در این صورت به آن کروموزوم واکینگ (chromosome walking) گفته می‌شود. تکنیک دیگری که با همین هدف مورد استفاده قرار می‌گیرد توالی یابی با تفنگ ژنی(shotgun sequencing) است. از آنجایی که این روش قابلیت انجام آزمایش در مقیاس بالا را دارد (به عنوان مثال در پروژه ژنوم انسان) عمومیت بیشتری نسبت به chromosome walking پیدا کرده‌است.